# Balzac et la Petite Tailleuse chinoise
Pour les articles homonymes, voir Balzac et Balzac et la Petite Tailleuse chinoise (film).
Balzac et la Petite Tailleuse chinoise est le premier roman de l'écrivain franco-chinois Dai Sijie, paru en 2000 aux éditions Gallimard et en collection Folio.
Écrit en français, le livre a été traduit en plus de 25 langues, incluant le chinois, malgré la position délicate de la Chine communiste vis-à-vis de cette période de son histoire.

## Résumé
Le roman se déroule en République populaire de Chine à l'époque de la révolution culturelle lancée par Mao Zedong. Cette révolution cible essentiellement les intellectuels (comme les parents des deux héros). L'histoire se déroule dans la montagne du Phénix du Ciel, dans la province du Sichuan, durant les années de la Révolution culturelle en Chine. En 1971, deux amis de 17 et 18 ans qui se connaissent depuis l'enfance sont envoyés en rééducation, car ils sont considérés comme des « intellectuels ».
Au début du récit, le narrateur a 17 ans, et est plutôt réservé. Son père était pneumologue avant de partir en rééducation et sa mère spécialiste des maladies parasitaires. Il joue du violon ; son instrument a une grande importance pour lui et lui permet de s’évader loin de ses soucis. Son meilleur ami, Luo, a 18 ans au début du récit et était son voisin de palier avant leur départ pour la rééducation. Beaucoup moins timide, Luo est également issu du milieu médical : son père, dentiste, a soigné les dents de Mao Zedong, de sa femme, et du président de Chine avant le coup d'État de Mao. Cela lui coûte, ainsi qu'à toute sa famille, d’être un « ennemi du peuple ». Luo étant un bon conteur, il raconte toutes sortes d'histoires au chef du village, et surtout les films que ce dernier leur demande d'aller voir en ville.
Un jour, Luo part au village voisin pour faire rallonger son pantalon par un célèbre tailleur de la montagne, mais il tombe sur sa fille, surnommée la « Petite Tailleuse ». La rencontre de la fille du tailleur apporte un rayon de soleil dans l'existence des deux amis. Cette jeune fille est considérée comme la plus belle de la montagne, pleine de vie mais sans aucune instruction. Tous les deux en tombent immédiatement amoureux. Luo devient l’amant de la petite tailleuse ; il la déflore et le narrateur garde pour lui son secret, par loyauté pour son ami.
Un autre garçon, le Binoclard, lui aussi en rééducation dans un village voisin, prête aux deux amis, en reconnaissance d'un service rendu, Ursule Mirouët, un roman de Balzac. Fascinés, les deux amis volent toute la valise de livres interdits du Binoclard, qui contient les romans des plus grands auteurs occidentaux du XIXe siècle. Luo fait alors un serment : « Avec ces livres, je transformerai la Petite Tailleuse. Elle ne sera plus jamais une simple montagnarde ». Peu à peu, la lecture de l’œuvre de Balzac, en particulier, transforme la jeune fille qui devient une femme épanouie, désireuse de découvrir la vie par elle-même. Les livres l’ont totalement transformée et ce n’est plus une innocente paysanne qui déclare : « Balzac m’a fait comprendre une chose : la beauté d’une femme est un trésor qui n’a pas de prix ».
À la fin de l'histoire, la Petite Tailleuse s'en va : les livres l'ont changée et l'ont rendue désireuse de partir en ville, au regret du narrateur et de son ami Luo. À la suite de cela, le narrateur et Luo brûlent tous les livres de la valise.

## Adaptation cinématographique
Une adaptation cinématographique, également intitulée Balzac et la Petite Tailleuse chinoise, est sortie en 2002. Le film est réalisé par Dai Sijie lui-même, avec l'aide de plusieurs cinéastes. Bien que le livre ait été écrit en français, le film est joué en chinois par les acteurs. Il a été tourné dans les montagnes de Zhangjiajie, dans la province natale de Mao, le Hunan. Les plans en ville ont été faits dans la ville ancienne de Fenghuang (le Phénix). Ce film a été diffusé dans de nombreux pays tels que la France et la Chine, où il fut autorisé après quelques modifications, dues à la censure chinoise.

## Distinctions
- 2000 : Prix Roland-de-Jouvenel[5].
- 2000 : Prix Relay du Roman d'évasion.
- 2000 : Prix Edmée-de-La-Rochefoucauld.

## Hommage
En janvier 2000, alors que l'auteur Dai Sijie était reçu dans l’émission de télévision Bouillon de culture sur France 2, le présentateur Bernard Pivot ne tarissait pas d'éloges pour ce roman, s'exclamant à la fin de l'émission : « Si vous ne lisez pas Balzac et la Petite Tailleuse chinoise, alors je ne sers à rien ! »